# Iwajło Petew
Iwajło Bogdanow Petew (ur. 9 lipca 1975 w Łoweczu) – bułgarski piłkarz grający na pozycji pomocnika oraz trener piłkarski.

## Kariera piłkarska
Jest wychowankiem Liteksu Łowecz, w którego pierwszej drużynie zadebiutował w wieku dwudziestu jeden lat. Właśnie w Łoweczu już na samym początku piłkarskiej kariery osiągnął najwięcej: klub prowadzony najpierw przez Dimityra Dimitrowa, a potem przez Feraria Spasowa zdobył dwa tytuły mistrza Bułgarii, a w kolejnych latach także Puchar kraju. Jego zasługi dla Liteksu zostały docenione przez działaczy klubu: w 2010, po zdobyciu kolejnego tytułu mistrzowskiego, wybrano najlepszą drużynę ostatniej dekady. Petew znalazł się w niej obok m.in. Stanimira Stoiłowa, Iwajły Petkowa i Radostina Kisziszewa.
Po rozstaniu z Liteksem w 2002 Petew nie powtórzył już tych osiągnięć. Występował w zespołach głównie walczących o utrzymanie w ekstraklasie: Spartaku Warna (12. miejsce w sezonie 2003–2004), Rodopie Smoljan (12. miejsce w sezonie 2004–2005), Marku Dupnica (12. miejsce w sezonie 2006–2007) oraz w drużynach drugo- (Dunaw Ruse i Etyr Wielkie Tyrnowo) i trzecioligowych (FK Ljubimec 2007). Przez rok grał także w Grecji.
Piłkarską karierę zakończył w wieku trzydziestu pięciu lat z powodu kontuzji kolana.

## Kariera szkoleniowa
Działalność szkoleniową rozpoczął w 2009, jako grający trener trzecioligowego FK Ljubimca 2007.
Rok później został zatrudniony w zespole beniaminka II ligi, Ludogorcu Razgrad. Tu właśnie osiągnął pierwszy sukces w swojej karierze szkoleniowej: w sezonie 2010–2011 wywalczył z nim pierwszy w historii awans do ekstraklasy. Ponadto klub dotarł do 1/16 finału rozgrywek o Puchar Bułgarii, w którym uległ przyszłego finaliście Slawii Sofia.
Jeszcze lepiej Ludogorec radził sobie w ekstraklasie. Po rundzie jesiennej sezonu 2011–2012 – jako beniaminek ligi – zajmował pierwsze miejsce. Zanotował tylko jedną porażkę, trzy razy zremisował, a pokonał m.in. Lewskiego Sofia (2:1), Lokomotiw Sofia (4:0) i Slawię Sofia (6:0).

## Sukcesy
Kariera piłkarska
- Liteks Łowecz:
  - mistrzostwo Bułgarii 1998 i 1999
  - wicemistrzostwo Bułgarii 2002
  - Puchar Bułgarii 2001
  - finał Pucharu Bułgarii 1999

Kariera szkoleniowa
- Ludogorec Razgrad:
  - awans do ekstraklasy w sezonie 2010–2011